# Liste des cavités naturelles les plus longues des Alpes-Maritimes
La liste des cavités naturelles les plus longues des Alpes-Maritimes recense, sous forme de tableau(x), les cavités souterraines naturelles connues dans ce département français, dont le développement est supérieur ou égal à mille mètres.
La communauté spéléologique considère qu'une cavité souterraine naturelle n'existe vraiment qu'à partir du moment où elle est « inventée » c'est-à-dire découverte (ou redécouverte), inventoriée, topographiée et publiée. Bien sûr, la réalité physique d'une cavité naturelle est la plupart du temps bien antérieure à sa découverte par l'homme ; cependant tant qu'elle n'est pas explorée, mesurée et révélée, la cavité naturelle n'appartient pas au domaine de la connaissance partagée.
La liste spéléométrique des 33 plus longues cavités naturelles des Alpes-Maritimes (≥ mille mètres) est actualisée août 2023.
La plus longue cavité souterraine naturelle répertoriée dans le département des Alpes-Maritimes est « l'aven des Baoudillouns », sur la commune de Cipières (cf. ligne 1 du tableau ci-dessous).
| \| Histogramme de la répartition des plus longues cavités naturelles des Alpes-Maritimes (France) par classe de développement -- Les 33 cavités citées fin août 2023 sont réparties en 4 classes de développement -- \| \| \| \| \| \| \| \| \| \| \| \| \| \| \| classe I >= 5 000 m 6 cavité[s] \| classe II >= 2 000 m et < 5 000 m 12 cavités \| classe III >= 1 500 m et < 2 000 m 6 cavités \| classe IV >= 1 000 m et < 1 500 m 9 cavités \| \| |                                 |                                              |                                              |                                             |  |
| Le graphique qui aurait dû être présenté ici ne peut pas être affiché car il utilise l'ancienne extension Graph, désactivée pour des questions de sécurité. Des indications pour créer un nouveau graphique avec la nouvelle extension Chart sont disponibles ici . |                                 |                                              |                                              |                                             |  |
| Histogramme de la répartition des plus longues cavités naturelles des Alpes-Maritimes (France) par classe de développement -- Les 33 cavités citées fin août 2023 sont réparties en 4 classes de développement -- |                                 |                                              |                                              |                                             |  |
| |                                 |                                              |                                              |                                             |  |
| | classe I >= 5 000 m 6 cavité[s] | classe II >= 2 000 m et < 5 000 m 12 cavités | classe III >= 1 500 m et < 2 000 m 6 cavités | classe IV >= 1 000 m et < 1 500 m 9 cavités |  |

## Cavités des Alpes-Maritimes (France) dont le développement est supérieur ou égal à5 000 mètres
6 cavités sont recensées dans cette « classe I » au 31-01-2025.
| Réf. | Cavité (autres noms)       | Commune                  | Massif ou zone           | Coordonnées (WGS 84)        | Développe. (mètres) | Dénivel. (mètres) | Sources ou références  | Mise à jour |
| ---- | -------------------------- | ------------------------ | ------------------------ | --------------------------- | ------------------- | ----------------- | ---------------------- | ----------- |
| 1    | Aven Calernaüm             | Cipières                 | Calern                   | 43° 45′ 14″ N, 6° 56′ 13″ E | +012 424, m         | +0479, m          | CDS 06, & Bulletin SIS | 2025-01     |
| 2    | Aven des Baoudillouns      | Cipières                 | Plateau de Calern        | 43° 45′ 28″ N, 6° 55′ 49″ E | +011 416, m         | +0475, m          | CDS 06                 | 2017-11     |
| 3    | Grotte de Pâques           | Saint-Cézaire-sur-Siagne | Plateau de Saint-Cézaire | 43° 40′ 12″ N, 6° 45′ 43″ E | +007 676, m         | +0141, m          | CDS 06                 | 2017-11     |
| 4    | Aven de l'Air Chaud        | Saint-Vallier-de-Thiey   |                          | 43° 40′ 14″ N, 6° 50′ 49″ E | +006 758, m         | +0287, m          | CDS 06                 | 2017-11     |
| 5    | Aven Fourchu               | Gourdon                  | Plateau de Caussols      | 43° 44′ 02″ N, 6° 57′ 12″ E | +005 650, m         | +0172, m          | Spelunca n°83          | 2017-11     |
| 6    | Aven Saint-Joseph-Cataphot | Saint-Vallier-de-Thiey   |                          | 43° 40′ 46″ N, 6° 50′ 46″ E | +005 124, m         | +0240, m          | CDS 06                 | 2017-11     |

## Cavités des Alpes-Maritimes (France) dont le développement est compris entre2 000 mètreset4 999 mètres
12 cavités sont recensées dans cette « classe II » au 31-08-2023.
| Réf. | Cavité (autres noms)       | Commune                | Massif ou zone       | Coordonnées (WGS 84)        | Développe. (mètres) | Dénivel. (mètres) | Sources ou références     | Mise à jour |
| ---- | -------------------------- | ---------------------- | -------------------- | --------------------------- | ------------------- | ----------------- | ------------------------- | ----------- |
| 7    | Aven des Ténèbres          | Andon                  | Audibergue           | 43° 45′ 18″ N, 6° 48′ 07″ E | +004 700, m         | +0446, m          | CDS 06                    | 2017-11     |
| 8    | Baume Robert               | Le Rouret              |                      | 43° 40′ 43″ N, 7° 00′ 04″ E | +004 603, m         | +0065, m          | Spelunca n°76 & CDS 06    | 2017-01     |
| 9    | Système Revest - Caranques | Gourdon                |                      | 43° 44′ 45″ N, 6° 59′ 14″ E | +003 998, m         | +0246, m          | CDS 06                    | 2017-11     |
| 10   | Aven Cappuccino            | Gourdon                | Plateau de Cavillore | 43° 44′ 21″ N, 6° 57′ 39″ E | +003 720, m         | +0400, m          | Spéléométrie de la France | 2017-11     |
| 11   | Grotte de la Mescla        | Malaussène             |                      | 43° 54′ 47″ N, 7° 10′ 46″ E | +003 269, m         | +0200, m          | Plongeesout               | 2017-11     |
| 12   | Aven de l'Ail              | La Brigue              | Marguareis           | 44° 10′ 22″ N, 7° 40′ 40″ E | +003 229, m         | +0563, m          | Eric Madelaine            | 2017-11     |
| 13   | Gouffre Salamandraum       | Gourdon                | Plateau de la Lauve  | 43° 42′ 44″ N, 6° 56′ 36″ E | +002 750, m         | +0379, m          | Spelunca n°130 & Mag 48   | 2017-06     |
| 14   | Gouffre de Sanson          | La Brigue              |                      | 44° 02′ 19″ N, 7° 40′ 08″ E | +002 690, m         | +0501, m          | Spéléométrie de la France | 2017-11     |
| 15   | Aven Beaulieu              | Caille                 | Audibergue           | 43° 45′ 14″ N, 6° 45′ 34″ E | +002 630, m         | +0452, m          | Spéléométrie de la France | 2017-11     |
| 16   | Aven Joël                  | La Brigue              | Marguareis           | 44° 09′ 42″ N, 7° 40′ 21″ E | +002 600, m         | +0440, m          | Spéléométrie de la France | 2017-11     |
| 17   | Aven Abel                  | Saint-Vallier-de-Thiey |                      | 43° 40′ 48″ N, 6° 48′ 40″ E | +002 399, m         | +0332, m          | CDS 06                    | 2017-11     |
| 18   | Embut de la Pinée          | Andon                  | Calern               | 43° 46′ 28″ N, 6° 51′ 26″ E | +002 012, m         | +0208, m          | CDS 06, & Spelunca n°139  | 2023-08     |

## Cavités des Alpes-Maritimes (France) dont le développement est compris entre1 500 mètreset1 999 mètres
6 cavités sont recensées dans cette « classe III » au 31-08-2023.
| Réf. | Cavité (autres noms)     | Commune                | Massif ou zone       | Coordonnées (WGS 84)        | Développe. (mètres) | Dénivel. (mètres) | Sources ou références     | Mise à jour |
| ---- | ------------------------ | ---------------------- | -------------------- | --------------------------- | ------------------- | ----------------- | ------------------------- | ----------- |
| 19   | Système Reich - Audides  | Saint-Vallier-de-Thiey |                      | 43° 40′ 18″ N, 6° 51′ 26″ E | +001 998, m         | +0186, m          | Spelunca n°71             | 2017-11     |
| 20   | Aven du Sans Pascal      | Gourdon                | Plateau de Cavillore | 43° 43′ 49″ N, 6° 58′ 12″ E | +001 978, m         | +0316, m          | CDS 06                    | 2015-04     |
| 21   | Aven de la Glacière      | Caille                 | Audibergue           | 43° 45′ 21″ N, 6° 45′ 43″ E | +001 559, m         | +0236, m          | Failleclub                | 2017-11     |
| 22   | Trou des Parisiens       | La Brigue              | Marguareis           | 44° 10′ 20″ N, 7° 40′ 20″ E | +001 500, m         | +0413, m          | Spéléométrie de la France | 2017-11     |
| 23   | Aven Penthotal           | La Brigue              | Marguareis           | 44° 10′ 04″ N, 7° 39′ 47″ E | +001 500, m         | +0500, m          | Spéléométrie de la France | 2017-11     |
| 24   | Aven du Bois de la Malle | Le Bar-sur-Loup        | Plateau de la Malle  | 43° 42′ 10″ N, 6° 55′ 03″ E | +001 500, m         | +0275, m          | Spéléométrie de la France | 2017-11     |

## Cavités des Alpes-Maritimes (France) dont le développement est compris entre1 000 mètreset1 499 mètres
9 cavités sont recensées pour cette « classe IV » au 31-08-2023.
| Réf. | Cavité (autres noms)                | Commune                | Massif ou zone           | Coordonnées (WGS 84)        | Développe. (mètres) | Dénivel. (mètres) | Sources ou références      | Mise à jour |
| ---- | ----------------------------------- | ---------------------- | ------------------------ | --------------------------- | ------------------- | ----------------- | -------------------------- | ----------- |
| 25   | Aven des Primevères - aven Ollivier | Caille                 | Audibergue               | 43° 45′ 26″ N, 6° 45′ 42″ E | +001 405, m         | +0317, m          | CDS 06                     | 2017-11     |
| 26   | Aven du Plan de Scovola             | La Brigue              | Marguareis               | 44° 09′ 29″ N, 7° 39′ 50″ E | +001 400, m         | +0355, m          | Spéléométrie de la France  | 2017-11     |
| 27   | Aven du Lotissement                 | Saint-Vallier-de-Thiey | Plateau de Saint-Vallier | 43° 41′ 47″ N, 6° 51′ 05″ E | +001 400, m         | +0120, m          | Spéléo club Garagalh,      | 2017-11     |
| 28   | Grotte du Noce                      | La Brigue              |                          | 44° 03′ 00″ N, 7° 39′ 53″ E | +001 300, m         | +0143, m          | Spéléométrie de la France  | 2017-11     |
| 29   | Aven de la Coccinelle               | Saint-Vallier-de-Thiey | Plateau de Saint-Vallier | 43° 40′ 45″ N, 6° 51′ 09″ E | +001 258, m         | +0123, m          | Garagalh                   | 2011-05     |
| 30   | Baume Obscure n° 2                  | Saint-Vallier-de-Thiey | Plateau de Saint-Vallier | 43° 41′ 37″ N, 6° 48′ 45″ E | +001 150, m         | +0052, m          | Spéléométrie de la France  | 2017-11     |
| 31   | Aven du Clos de Douort              | Saint-Vallier-de-Thiey | Plateau de Saint-Vallier |                             | +001 014, m         | +0089, m          | Spéléométrie de la France, | 2017-11     |
| 32   | Aven Cresp                          | Caussols               | Plateau de Caussols      | 43° 44′ 26″ N, 6° 56′ 33″ E | +001 000, m         | +0080, m          | CDS 06                     | 2017-11     |
| 33   | Grotte du Scout                     | Grasse                 |                          | 43° 39′ 50″ N, 6° 54′ 34″ E | +001 000, m         | +0023, m          | Spéléométrie de la France  | 2017-11     |